# Pancratium
Pancratium es un género de la familia de las amarilidáceas, en el que se encuentran numerosas especies de plantas bulbosas nativas de Europa, Asia y África. Resultan características por sus flores blancas, de distintiva corona; han sido cultivadas en la región mediterránea desde la antigüedad, y aparecen ya en frescos cretenses de la época preclásica.

## Descripción
Son hierbas bulbosas, con bulbos tunicados, generalmente glabras. Tallos escaposos, generalmente fistulosos en la parte superior. Hojas lineares, planas, sin banda longitudinal blanca, todas basales, envainantes, sin pecíolo. Inflorescencia umbeliforme, con una espata basal formada por 2 brácteas, caedizas. Flores actinomorfas, infundibiliformes, más o menos erectas, sésiles o pediceladas, con una bractéola basal. Perianto formado por un tubo largo y gradualmente dilatado hacia la parte superior, en la que nacen 6 tépalos, subiguales, de lineares a elípticos y una corona con 12 dientes cortos. Filamentos estaminales connados a la cara interna de la corona, con una parte apical libre que asoma entre los dientes de la corona; anteras más o menoslineares, dorsifijas, con dehiscencia longitudinal. Ovario elipsoide; estilo alargado, filiforme; estigma capitado. Fruto en cápsula loculicida. Semillas angulosas, generalmente sin estrofíolo, negras.

## Hábitat
Las especies de Pancratium están adaptadas a varios tipos de terreno; algunas son costeras, como P. illyricum y P. maritimum, pero la mayoría crece en ambientes más secos. Las flores suelen ser efímeras, apareciendo sólo durante unos pocos días tras una lluvia. La mayoría son de hoja perenne.

## Usos
Si bien varias especies de Pancratium son consumidas por animales, para el ser humano resultan poderosamente tóxicas; el bulbo contiene varios alcaloides, entre ellos la pancratistatina. Han sido empleadas por ello con fines medicinales; P. tenuifolium se utilizaba entre varias etnias de Botsuana como psicotrópico, y P. maritimum se emplea como fungicida de uso externo.
Pancratium está estrechamente emparentado con los géneros Narcissus y Galanthus, y forma con ellos un clado monofilético. Muchas especies anteriormente consideradas parte de Pancratium han sido trasladadas a los géneros Hymenocallis, Proiphys y Vagaria.

## Taxonomía
El género fue descrito por Carlos Linneo y publicado en Species Plantarum 1: 290. 1753. La especie tipo es Pancratium maritimum L. 
Etimología
Pancratium: nombre griego de una planta bulbosa, que podría derivar de pagkration, que significa "todopoderoso", aludiendo quizás a las propiedades medicinales de estas plantas.